# NGC 3132
NGC 3132 és una nebulosa planetària a la constel·lació de la Vela de magnitud aparent 9,87. És coneguda també amb el nom de Nebulosa de l'Anell del Sud o Nebulosa dels Vuit Esclats. Té un diàmetre de prop de mig any llum, i a una distància de 2000 anys llum de la Terra és també una de les nebuloses planetàries més properes. Els gasos que s'expandeixen des del centre ho fan a una velocitat de 15 km/s. El seu diàmetre és d'aproximadament 0,93 anys llum, és a dir, gairebé 1.500 vegades la distància del Sol a Plutó.
Imatges obtingudes amb el Telescopi Espacial Hubble clarament mostren dos estels prop del centre de la nebulosa, una lluent (de magnitud 10,1) i una altra més tènue. Aquesta última és la responsable del material expulsat que forma la nebulosa. Aquest estel, molt més petit ara que el Sol, és extremadament calent i emet radiació ultraviolada que fa que els gasos lluisquen per fluorescència. L'estel actualment més brillant està en un estadi anterior de la seva evolució estel·lar.
A la imatge, el color blau representa els gasos calents ionitzats per l'estel, confinats a la regió interna de la nebulosa. Per contra, els gasos més freds, en color vermell, s'hi troben en els extrems més allunyats.
NGC 3132 va ser descoberta en 1835 per John Herschel.